# André Cats
Andries Sijbren (André) Cats (Drachten, 3 september 1968) is sinds 1 april 2022 Directeur Topsport van TeamNL/NOC*NSF. Hij heeft in die positie Maurits Hendriks opgevolgd als topsportbaas van Nederland.  
In de periode 1992-1996 was Cats hoofdtrainer van DWK uit Barneveld. Ook was Cats als lid van de begeleidingstaf van de zwemploeg aanwezig in Atlanta tijdens de Olympische Spelen. In Barneveld coachte hij onder andere Benno Kuipers, Minouche Smit, Martin van der Spoel, Mark van der Zijden en Karin Brienesse. 
In de jaren 1996-2008 was Cats in dienst bij de Koninklijke Nederlandse Zwembond (KNZB) in diverse coachfuncties. Bij de KNZB was Cats van 1996 tot 2002 verantwoordelijk voor de begeleiding van verschillende Europese Junioren Kampioenschappen en begeleidde hij diverse latere topzwemmers als Hinkelien Schreuder, Chantal Groot, Johan Kenkhuis en Femke Heemskerk.Van 2003 tot 2004 was Cats bondscoach senioren. In 2007-2008 heeft Cats zich ingezet voor de ontwikkeling van het Meerjaren Opleidingsplan Zwemmen dat als basis het Long Term Athlete Development Plan afkomstig uit Canada kende. 
Tussen 1 september 2008 en 31 december 2016 was André Cats actief als prestatiemanager Paralympische sporten en als Chef de Mission Paralympische Spelen 2010, 2012, 2014 en 2016 actief bij de sportkoepel NOC-NSF. Onder zijn verantwoordelijkheid heeft de Paralympische sport in Nederland een goede ontwikkeling doorgemaakt. Het Paralympic TeamNL behaalde in Rio de Janeiro een zevende plaats in het medailleklassement met 62 medailles (17 goud, 19 zilver en 26 brons). 
Van 1 november 2016 tot 1 april 2022 was Cats Technisch Directeur bij de Nederlandse Zwembond. In deze functie was hij eind verantwoordelijk voor de programma's topsport en talentontwikkeling bij zwemmen, para-zwemmen, waterpolo, synchroonzwemmen en schoonspringen. In deze functie is hij Joop Alberda en Kees van Hardeveld opgevolgd. 
Op 1 april 2022 is Cats Maurits Hendriks als Directeur Topsport opgevolgd. 